# حزب الطليعة الشعبية (جنوب اليمن)
حزب الطليعة الشعبية هو حزب سياسي بعثي في جنوب اليمن. يتماشى مع حزب البعث السوري. كان عبد الله باذيب الأمين العام للحزب. تم تعيين باذيب وزيرا للتعليم في ديسمبر 1969. كان الحزب واحدا من اثنين من أحزاب الجبهة الوطنية غير مسموح بها في أوائل عقد 1970. في أكتوبر 1975 انضم إلى المنظمة السياسية المتحدة التي يهيمن عليها الجبهة الوطنية (التي تطورت إلى الحزب الاشتراكي اليمني في عام 1978). تم التصديق على الاندماج من قبل المؤتمر الثالث لحزب الطليعة الشعبية الذي عقد في أغسطس 1975.